# Taibao
Taibao is een stad in Taiwan en is de hoofdstad van het arrondissement (xiàn) Jiayì.
Taibao telt ongeveer 36.000 inwoners.